# Condado de Addison
O Condado de Addison é um dos 14 condados do estado americano de Vermont. Sua sede de condado é Middlebury, e sua maior cidade é Middlebury.
O condado possui uma área de 2 093 km² uma população de 35 974 habitantes, e uma densidade populacional de 18 hab/km² (segundo o censo nacional de 2000).
O condado foi fundado em 1785.